# بهسازی سبز
بهسازی سبز یا نوسازی سبز (به انگلیسی: Green retrofit)، بهبودسازی انرژی خانگی، بهبودسازی خانگی، بهبودسازی عمیق انرژی، بهبود کارکرد خانگی، عبارت‌هایی می‌باشند که با کلمهٔ بهبودسازی هم همپوشانی دارند که حفظ و نگهداری ساختمانها را تضمین می‌کند و همچنین عملیات و حفظ تکنولوژی‌های مربوط به کارایی و اثر بخشی انرژی را تضمین می‌کند. معناهای این اصطلاح متفاوت است از آنچه که مالکان خانه می‌توانند خودشان انجام دهند تا ویژگی‌های توقیف تقاضایی را برای DOEشده و تبدیل آن به مقادیر سبز. در ایالات متحده، وزارت انرژی (DOE) ۳۹۰ میلیون دلار برای یک برنامه بهبودسازی صادر کرد.

## گام‌های ساده
گام‌هایی را که مالکان خانه می‌توانند انجام دهند شامل موارد زیر می‌باشند:
- عایق‌سازی، مقدماتی بام/سقف/اتاق زیر شیروانی و زمین و دیوارهای جانبی
- بهسازی تجهیزات گرمایشی خانه‌های قدیمی تر منجر ذخایر خانواری ۳۰–۸۰٪ به دلیل قطع خروجی از ۳۰–۱۰۰٪.
- ترموستات در تمام اتاق‌ها
- پنجره‌های جدید
- استفاده از انرژی و بستن روزنه‌های هوا
- روشن کردن سیستم‌های سرمایشی و گرمایشی
- سوئیچینگ لامپ نوری یا لامپ‌های نوری فلورسانت فشرده
- انتخاب اسباب و وسایل با مصرف انرژی اندک..
- استفاده از محصولات با توسعهٔ کیفیت هوای داخلی.
- تأسیس تأسیسات ملی و دیگر سنجش چشم‌اندازی مناسب.